# Cyrtodactylus irregularis
Cyrtodactylus irregularis är en ödleart som beskrevs av  Smith 1921. Cyrtodactylus irregularis ingår i släktet Cyrtodactylus och familjen geckoödlor. Inga underarter finns listade i Catalogue of Life.